# Romholmen
Romholmen är en ö i Finland. Den ligger i Finska viken och i kommunen Borgå i den ekonomiska regionen  Borgå i landskapet Nyland, i den södra delen av landet. Ön ligger omkring 44 kilometer öster om Helsingfors.
Öns area är 3,3 hektar och dess största längd är 250 meter i sydöst-nordvästlig riktning. Ön höjer sig omkring 15 meter över havsytan.